# V (V de Vendetta)
V és un personatge fictici de la sèrie de còmics V de Vendetta creada per Alan Moore i David Lloyd. V personifica l'anarquia i el misteri, vesteix roba fosca i du una màscara de Guy Fawkes. Segons Moore, V pot ser tant el protagonista com l'antagonista de la història; és el lector qui decideix si és un heroi que lluita per una causa justa o simplement un boig.

## Biografia

### Origen
No es coneix l'origen, ni la identitat, ni el gènere de V. Se sap que va estar presoner (o presonera) a l'infame camp de concentració de Larkhill, un de tants camps de concentració en els quals el nou règim feixista d'Anglaterra (segons el còmic), Norsefire, va exterminar homosexuals, jueus, negres, musulmans, dissidents polítics i probablement a tot aquell que no fos de raça blanca.
Durant la seva reclusió, V forma part d'un grup de captius sotmesos a horribles experiments per part de la Dra. Dèlia Surridge. Els experiments consistien a injectar-los una hormona artificial que, en la novel·la gràfica, rep el nom de "Batch5"; probablement, amb el propòsit de crear supersoldats. Un altre personatge important en el relat és Lilliman, un bisbe pedòfil i corrupte que treballa en el camp per tal de donar "suport espiritual" als presoners.
Amb el temps, els subjectes de l'experimentació acaben morint horriblement, tots excepte un: l'home (o dona) de la cel·la número 5 — "V" en el sistema de numeració romana . V no pateix cap dany físic, tot i així, Surridge creu que l'experiment ha alterat la seva ment, ja que les seves accions segueixen una lògica distorsionada. Els experiments, a més, causen alguns efectes beneficiosos inesperats, ja que V presenta reflexos olímpics, una força extraordinària i una capacitat mental millorada.
Passat algun temps, al presoner o presonera de la cel·la número 5 se li permet conrear roses (violetes carsons). En demostrar la seva pericia en jardineria, V rep l'encàrrec de conrear aliments per als oficials del camp; per exemple, per al comandant Prothero. V comença aleshores a emportar-se l'adob que hi sobra (un derivat de l'amoníac). Secretament, utilitza aquest adob i un solvent per crear gas mostassa i napalm. En una nit tempestuosa (un 5 de novembre), V detona la seva bomba casolana i escapa de la seva cel·la. Una àrea important del camp de concentració s'incendia i molts guàrdies moren a causa de l'explosió i del gas. El camp es desallotja i es tanca.
És just en aquest moment quan l'ocupant de la cel·la número 5 adopta una nova personalitat com a "V" i incorpora a la seva vestimenta la màscara i la disfressa de Guy Fawkes. La seva antiga identitat desapareix, resultant irreconeixible, fins i tot, per a qui hagués pogut tenir qualsevol tipus de relació amb ella/ell en el passat. V passa els següents 5 anys —20 anys en la pel·lícula— planejant la seva venjança contra el govern Norsefire i construint una base secreta, la "Galeria de les Ombres", en una estació de metro abandonada. En aquest amagatall V reuneix i col·lecciona tota mena d'objectes i obres culturals i artístiques datades entre el segle xvi i l'esclat de la dictadura. Durant aquest període, V mata a tots aquells malvats que van sobreviure a Larkhill, entre d'altres: Prothero, Surridge i Lilliman, fent que cada assassinat sembli un accident. Mostra, però, certa pietat per a Surridge, a qui mata amb un verí que no causa dolor.

### Identitat
La identitat real de V és un misteri. A l'obra només es treu la màscara una vegada, a petició de Surridge, abans de morir. Al final de la història, Evey Hammond, confident de V i una altra de les protagonistes principals de la història, s'imagina a ella mateixa traient-li en quatre ocasions la màscara i visualitzant mentalment els rostres de Valerie (la presonera de la cel·la contigua a la de V en Larkhill), del seu amant, del seu pare i d'ella mateixa quan tracta d'endevinar qui s'amaga darrere la careta.
Després dels experiments, V assegura no recordar el seu nom real: "Jo no tinc nom, pots anomenar-me V". L'única referència sobre la història de V està en el diari de Surridge, el qual V deixa a la vista per tal que sigui trobat pel Nas (una agència semblant a l'FBI) després de matar a Surridge. Solament elimina algunes pàgines, posteriors a la seva fugida de Larkhill, i que, possiblement tracten detalls personals, per tal d'esborrar pistes. L'inspector Finch, cap del departament del Nas de Londres i un dels oficials més poderosos de Norsefire, llegeix el diari, però assenyala que V volia que ells ho llegissin. L'inspector Finch també especula que V va inventar la versió del diari per confondre la policia.
És possible que V quedés desfigurat pels experiments. En el film de 2005, basat en el còmic, un matí, mentre Evey roman retinguda a casa de V i aquest li prepara l'esmorzar, es veuen unes bulboses cicatrius vermelles a les mans. Posteriorment, a través dels records de V i d'altres personatges, se sap que el seu cos es va cremar gairebé per complet durant l'incendi al camp de concentració.
Evey especula que V podria ser el seu pare, el qual va ser detingut fa anys com a pres polític, encara que V ho nega. No obstant això, Moore ha confirmat que V no és el pare de Evey. També s'especula que V sigui Valerie. V podria ser una dona el físic de la qual podria haver canviat tant a causa dels experiments amb hormones que aquest particular no es pugui distingir mentre porta la seva disfressa. Tanmateix, Prothero i Surridge descriuen V com l"home" de la cel·la 5; per tant aquesta hipòtesi es posa en dubte.
En el còmic mai es revela la identitat veritable de V. Tampoc en la pel·lícula. L'inspector Finch comenta sobre les pàgines que V va arrencar del diari de Surridge: "Què deien les pàgines que falten, eh? El seu nom? La seva edat? Si va ser jueu o homosexual o negre o blanc?". Abans de matar Creedy, cap de la policia secreta, V es descriu a si mateix com "una mica més que carn i ossos, una idea". El fet que V acabi encarnant-se en la persona que acabi sent el seu predecessor suggereix que V és alguna cosa que transcendeix a l'individu que porta la màscara (semblant al Doctor Mabuse). Al final del còmic, Evey acaba assumint el mandat de V, encarnant l'anarquia. En efecte, V podria ser potencialment qualsevol persona oprimida.
Un punt principal de la personalitat de V es reflecteix en una frase de la pel·lícula del 2005: "Jo, igual que Déu, no jugo als daus i no crec en les coincidències". La primera part de l'afirmació es refereix al fet que, mentre estigui a les seves mans, no permetrà ni que les seves accions ni que les conseqüències d'aquestes es vegin determinades o influïdes per l'atzar. La segona, al fet que posseeix l'arrelada comprensió que, en el fons, res no succeeix sense una raó; que quan alguna cosa sembla passar sense haver-hi un perquè, no significa que no existeixi aquell perquè, sinó que no ha estat detectat.

### El malvat
Quatre anys després d'escapar de Larkhill, V comença la seva vendetta contra el govern volant el Parlament el 5 de novembre (la Nit de Guy Fawkes). Després, V segresta Prothero, qui s'ha convertit en "La Veu de Londres" al canal de propagandístic del govern. V embogeix a Prothero amb la destrucció de la seva col·lecció de nines en forma de sàtira de l'extermini que va tenir lloc en Larkhill. V després mata el bisbe Lilliman obligant-ho a menjar una hòstia enverinada amb una dosi letal de cianur. Norsefire ha propagat una versió religiosa en la seva retòrica, dient que els qui matava el partit no eren purs segons Déu. A continuació, V va matar Surridge, l'única oficial que sentia remordiment pel que havia fet.
Amb tot, el veritable malvat de la història és l'home que li va donar tot al poble anglès a canvi del seu silenci: el canceller o primer ministre Adam Sutler, qui empra a Creedy com el seu titella per així atrapar V.
V ataca el canal de propaganda del govern, lligant-se explosius i obligant als empleats a seguir les seves ordres. V transmet un missatge al poble, dient-los que es responsabilitzin i que es revoltin contra el govern. Mentre, en la pel·lícula, fent-se passar per Willian Rookwood (un home mort fa vint anys), contacta amb l'Inspector Finch, comunicant-li que té "la veritat", i li proposa trobar-se en el mausoleu edificat en memòria de les víctimes de l'atac biològic ocorregut diversos anys enrere a St. Mary's. L'inspector Finch accedeix i en aquesta cita V revela a ell i al col·lega que ha vingut amb ell "la seva versió de la història".
Finalment, V destrueix els edificis de vigilància del govern. V, però, és ferit de mort per l'inspector Finch que havia descobert el seu amagatall en l'antiga parada de metro "Victoria". Probablement, aquest fet esdevé per voluntat de V, ja que podria haver matat sense problemes l'inspector Finch, si més no, aquesta és la conclusió a la qual arriba l'agent. A més, V li havia dit a Evey que calia aplaudir els assassins i desitjar no tornar a veure'ls mai més. Podria ser que V tingués una naturalesa violenta i preparés la seva mort per evitar destruir el nou món que ell desitjava. Finalment, V mor en els braços d'Evey i ella el col·loca en un tren del metro, envoltat per roses i gelignita. El tren es deté sota el núm. 10 del carrer Downing on els explosius detonen, concedint a V un funeral viking.

### Warrior
Warrior del núm. 1 al 16 i del 18 al 23, més un article sobre V for Vendetta d'Alan Moore en el núm. 17

### DC Comics
- vol. I V for Vendetta - Septembre 1988
- vol. II V for Vendetta - Octubre 1988
- vol. III V for Vendetta - Novembre 1988
- vol. IV V for Vendetta - Desembre 1988
- vol. V V for Vendetta - Desembre 1988
- vol. VI V for Vendetta - Desembre 1988
- vol. VII V for Vendetta - Gener 1989
- vol. VIII V for Vendetta - Febrer 1989
- vol. IX V for Vendetta - Març 1989
- vol. X V for Vendetta - Maig 1989

### Vertigo Comics
- V for Vendetta - volums de l'I al X (setembre de 1988 a maig de 1989)

### Novel·les gràfiques
- Alan Moore. V for Vendetta: New Edition.  DC Comics, 1989. ISBN 978-0-930289-52-2.
- Alan Moore; David Lloyd V for Vendetta.  Titan Books Graphic Novels, 2005. ISBN 978-1-84576-182-0.
- Al Regne Unit: Titan Books (ISBN  1-85286-291-2)